# Mohammad Nouri
Mohammad Nouri (en persa: محمد نوری‎, Sonqor, Irán, 9 de enero de 1983) es un exfutbolista de Irán que jugaba en la posición de centrocampista.

## Carrera

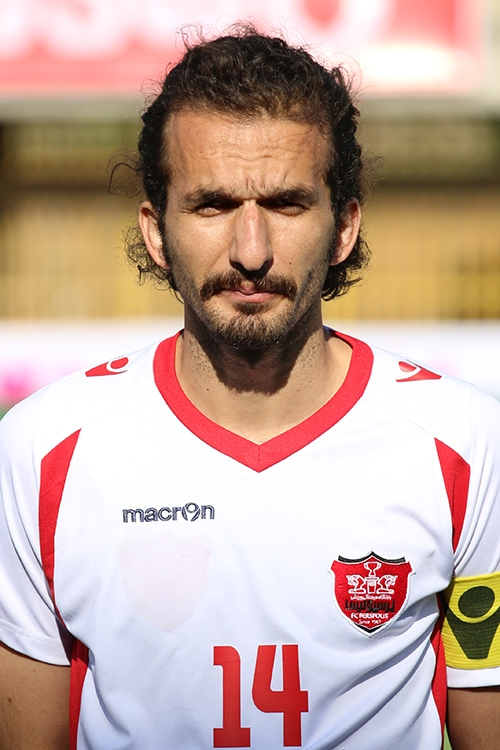
Nouri en un partido con el Persepolis en 2015.

### Club
| Periodo   | Club                |
| --------- | ------------------- |
| 2000-2005 | Homa FC             |
| 2005–2007 | Sepahan FC          |
| 2007–2010 | Saba Qom FC         |
| 2010–2015 | Persepolis FC       |
| 2015–2016 | Al-Mesaimeer SC     |
| 2016–2018 | Tractor Sazi FC     |
| 2018–2020 | FC Pars Jonoubi Jam |
| 2020–2021 | Paykan FC           |

### Selección nacional
Jugó para Irán en 27 ocasiones de 2008 a 2013 y anotó cuatro goles; ganó la medalla de bronce en los Juegos Asiáticos de 2006 y el Campeonato de la WAFF 2008, además de participar en la Copa Asiática 2011.

## Logros

### Club
- Copa Hazfi (4): 2005-06, 2006-07, 2010-11, 2012-13

### Selección nacional
- Campeonato de la WAFF (1): 2008

## Estadísticas

### Goles con selección nacional
| # | Fecha     | Sede                   | Rival                  | Marcador | Resultado | Torneo                                   |
| - | --------- | ---------------------- | ---------------------- | -------- | --------- | ---------------------------------------- |
| 1 | 27-8-2008 | Azadi Stadium, Tehran  | Azerbaiyán             | 1–0      | 1–0       | Amistoso                                 |
| 2 | 14-1-2009 | Azadi Stadium, Tehran  | Singapur               | 5–0      | 6–0       | Clasificación para la Copa Asiática 2011 |
| 3 | 14-1-2009 | Azadi Stadium, Tehran  | Singapur               | 6–0      | 6–0       | Clasificación para la Copa Asiática 2011 |
| 4 | 19-1-2011 | Qatar SC Stadium, Doha | Emiratos Árabes Unidos | 2–0      | 3–0       | Copa Asiática 2011                       |